# Aleksandr Izmajlov

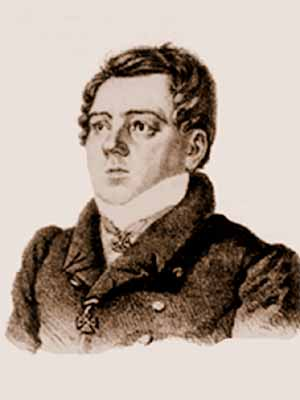
Aleksandr Izmajlov

Aleksandr Jefimovitj Izmajlov (ryska: Александр Ефимович Измайлов), född 25 april 1779 (gamla stilen: 14 april) i guvernementet Vladimir, död 28 januari (gamla stilen: 16 januari) 1831 i Sankt Petersburg, var en rysk fabeldiktare. 
Izmajlov, som var son till en godsägare, hade en tid anställning vid finansförvaltningen samt blev 1826 viceguvernör i Tver och sedermera i Archangelsk. De flesta av hans fabler är små berättelser, hämtade ur de lägsta folkklassernas liv, tillhör till den burleska arten och är hållna i en något grov stil. Åren 1818–27 utgav han veckoskriften "Blagonamjerennyj" (Den välsinnade). År 1799 utkom hans grovt naturalistiska roman "Jevgenij eller de fördärvliga följderna av dålig uppfostran och dåligt umgänge". Hans samlade skrifter utgavs 1849 och 1891.